# Donja Bela Reka (Bor)
Donja Bela Reka (em cirílico:Доња Бела Река) é uma vila da Sérvia localizada no município de Bor, pertencente ao distrito de Bor, na região de Timočka Krajina. A sua população era de 825 habitantes segundo o censo de 2002.

## Demografia
| 1948  | 1953  | 1961  | 1971  | 1981  | 1991  | 2002 |
| ----- | ----- | ----- | ----- | ----- | ----- | ---- |
| 1 308 | 1 318 | 1 356 | 1 267 | 1 157 | 1 049 | 823  |